# Karl von Einsiedel
Graf Karl von Einsiedel, auch Carl von Einsiedel (* 9. März 1770 auf Schloss Wolkenburg; † 25. März 1841 in Nürnberg) war ein deutscher Diplomat.

## Leben

### Familie
Karl von Einsiedel war der Sohn von Detlev Carl von Einsiedel (1737–1810) und dessen erster Ehefrau  Sidonie Albertine von Schönburg-Lichtenstein (1745–1787), Tochter von Wilhelm Graf zu Schönburg-Lichtenstein (1714–1750) und dessen Ehefrau Wilhelmine Gräfin zu Solms-Utphe (1723–1773); seine Geschwister waren: 
- Wilhelmine Charlotte Albertine (1765–1821), verheiratet seit dem 12. April 1793 mit Gottlob Heinrich von Lindenau (1755–1830), Herr auf Polenz;
- Louise Henriette (1767–1797), verheiratet seit dem 18. Februar 1791 mit Christian von Wallwitz (1761–1832);
- Detlev (1773–1861), Kabinettsminister, Eisenhüttenunternehmer, verheiratet mit Johanna Friederike Luise von der Schulenburg (1773–1832);
- Ferdinand (1774–1833), ging in den preußischen Staatsdienst und war 1819 Berghauptmann von Schlesien; verheiratet in erster Ehe am 17. November 1804 mit Beate (1783–1849), Tochter des Generalmajors Karl Heinrich von Paczensky und Tenczin und in zweiter Ehe am 25. April 1822 mit Auguste Caroline (1781–1845), Tochter des Berghauptmanns Karl Christian Septimus von Veltheim (1751–1796)[1];

- Friedrich (1772–1793), Dragoneroffizier, er fiel in der Schlacht bei Morlautern[2];
- Adolf (1776–1821), preußischer Oberst, verheiratet seit dem 5. Juli 1811 mit Franziska Augusta Clementine Gräfin von Reuss-Schleiz zu Köstritz (1789–1870), Tochter des Grafen Heinrich XLVIII. (* 1759; † 1825), königlich-bayerischer Oberst;
- Juliane Erdmuthe (1779–1800);
- Johanna (1783–1864), verheiratet seit dem 26. Dezember 1816 mit August Graf von Haeseler (1761–1838), sie waren die Eltern von Alexis von Haeseler.

Er war seit dem 31. Mai 1796 mit Sophie Augusta (* 30. September 1775; † 16. Februar 1797), Tochter des Kabinettsministers Otto Ferdinand von Loeben, in erster Ehe verheiratet; ihr gemeinsamer Sohn war
- Carl (* 10. Februar 1797, † 13. Februar 1797).

In zweiter Ehe heiratete er am 15. März 1800 Wilhelmine Luise Adelaide (* 9. März 1778; † 16. Februar 1830), Tochter von Georg Ludwig von Edelsheim; ihre gemeinsamen Kinder waren:
- Friedrich Karl (* 7. März 1801 in Dresden; † 20. Januar 1861 ebenda), Kämmerer und Hauptmann der Wellington Infanterieregiment Nr. 42, verheiratet mit Anna (* 7. März 1809 in Pilsen; † 8. Juni 1893 in Wolkenburg), Tochter von Freiherr Friedrich von Hardoncourt, Hauptmann;
- Maximilian Friedrich (* 18. März 1805; † 11. April 1845 in Münchberg), Mitherr auf Wolkenburg;
- Juliana Caroline (* 20. Dezember 1806 in München; † 1846 in Salzburg), seit 1827 verheiratet mit Generalleutnant Karl Theodor von Thurn und Taxis.

Karl von Einsiedel verstarb während eines Besuches bei seinem Schwiegersohn in Nürnberg.

### Ausbildung
Karl von Einsiedel immatrikulierte sich am 28. April 1788 an der Universität Wittenberg und setzte sein Studium am 25. Mai 1791 an der Universität Leipzig fort. Durch seinen Bruder Detlev, der bereits seit 1790 in Leipzig studierte, machte er die Bekanntschaft mit dem Dichter Novalis, der dort zu dieser Zeit Jura studierte.

### Werdegang
Er war Besitzer der Rittergüter Wolkenburg, Kaufungen, Bräunsdorf, Niederfrohna und Wolperndorf in der Herrschaft Wolkenburg, Dompropst in Bautzen, Domkapitular in Meißen und im Stift Naumburg, Kanonikus in Zeitz sowie kursächsischer Kammerherr, Hof- und Justitienrat und Wirklicher Geheimer Rat.
Von 1802 bis 1832 hielt er sich als sächsischer Gesandter am bayerischen Hof in München auf. In dieser Zeit wurde er 1810, nach dem Tod seines Vaters, Besitzer des Schlosses Wolkenburg.

## Auszeichnungen und Ehrungen
- Karl von Einsiedel erhielt von Friedrich August I. von Sachsen 1822 das Großkreuz zum Zivilverdienstorden.[11]